# Wahlkreis Süderelbe
Der Wahlkreis 17 Süderelbe ist ein Wahlkreis in Hamburg zur Wahl der Hamburgischen Bürgerschaft und der Bezirksversammlung (bis 2011) im Bezirk Harburg. Er ist nach dem Hamburger Wahlrecht ein Mehrmandatswahlkreis, in dem drei Bürgerschaftsabgeordnete in Direktwahl oder nach Wahlkreislisten gewählt werden.
Der Wahlkreis umfasst die Stadtteile Altenwerder, Moorburg, Hausbruch, Neugraben-Fischbek, Francop, Neuenfelde, Cranz und die westlichen Gebiete von Eißendorf und Heimfeld. Er liegt im Südwesten Hamburgs und grenzt dort an Niedersachsen. Benachbarte Wahlkreise sind Billstedt – Wilhelmsburg – Finkenwerder im Norden und Nordosten und Harburg im Osten, zu dem die östlichen Teile Eißendorfs und Heimfelds gehören.

## Strukturdaten
Im Wahlkreis leben gut 77.000 Menschen, davon sind knapp 52.000 wahlberechtigt. Süderelbe hat damit von allen 17 Wahlkreisen sowohl die wenigsten Einwohner wie auch die wenigsten Wahlberechtigten.
Die Bevölkerungsdichte im Wahlkreis beträgt 856 Einwohner/km² und liegt damit sehr deutlich unter dem Hamburger Durchschnitt von 2505 Einwohner/km². Süderelbe hat nach dem Wahlkreis Bergedorf die niedrigste Einwohnerdichte in Hamburg. Der Grund dafür ist die geographische Randlage mit einem hohen Anteil an landwirtschaftlichen Nutzflächen, Naturräumen, Naherholungsgebieten und Arealen, die zum Hamburger Hafen zählen.
Bei einer Betrachtung der Sozialstruktur fällt der Wahlkreis durch einen hohen Anteil an Familien auf. In 24,0 Prozent der Haushalte leben Kinder (Hamburg 17,8 %), die Anzahl der Personen pro Haushalt (2,2) ist mit Alstertal-Walddörfer die höchste Quote Hamburgs. Bei den Bildungszahlen hingegen fällt auf, dass der Anteil der Schülerinnen und Schülern, die ein Gymnasium besuchen, mit 36,2 % deutlich unter dem Hamburger Durchschnitt liegt (45,5 %). Die unter 18-Jährigen bilden einen Anteil von 18,9 % an der Gesamtbevölkerung (Hamburg 15,6 %), womit der Wahlkreis im demografischen Vergleich der jüngste ist. Der Anteil der über 65-Jährigen beträgt 21,0 % (Hamburg 19,1 %). Der Ausländeranteil bewegt sich mit 11,8 % unter dem Durchschnitt von 13,6 %.
Der Anteil der sozialversicherungspflichtig Beschäftigten lag im Jahre 2009 mit 49,5 % leicht unter dem Hamburger Durchschnitt von 50,6 %. Die Arbeitslosenquote betrug im September 2010 7,1 % und lag damit über der Quote von 6,1 % in ganz Hamburg. Der Anteil der jüngeren Arbeitslosen (15 – 25 Jahre) betrug im Sept. 2010 3,6 % (Hamburg 3,4 %). Der Anteil der Arbeitslosen, die Leistungen nach dem Sozialgesetzbuch II (Hartz IV) erhalten, lag im September 2010 bei 5,3 % der Bevölkerung, in Hamburg durchschnittlich bei 3,7 %. Von der Gesamtbevölkerung des Wahlkreises erhielt im März 2010 jeder Siebte Hartz-IV-Leistungen (13,9 %) gegenüber im Durchschnitt 11,6 % in Hamburg.

## Wahlen

### Bürgerschaftswahl 2020
Zur Bürgerschaftswahl in Hamburg 2020 traten im Wahlkreis Süderelbe sechs Parteien mit eigenen Wahlkreislisten an. Insgesamt bewarben sich 28 Kandidaten um ein Mandat (Reihenfolge wie auf dem Stimmzettel).
- SPD (4 Kandidaten)
- CDU (6 Kandidaten)
- Grüne (3 Kandidaten)
- Die Linke (6 Kandidaten)
- FDP (6 Kandidaten)
- AfD (3 Kandidaten)

51.590 Personen waren wahlberechtigt. Jeder Wähler hatte fünf Stimmen für die Landesliste und fünf Stimmen für die Wahlkreislisten. Diese Stimmen konnten beliebig auf die Kandidaten und Gesamtlisten der Parteien verteilt werden. Die Wahlbeteiligung betrug 56,1 Prozent. 1,3 Prozent der abgegebenen Stimmzettel für die Landesliste und 2,6 Prozent der Stimmen für die Wahlkreislisten waren ungültig. Für die Landesliste wurden 141.230 gültige Stimmen abgegeben, für die Wahlkreislisten insgesamt 138.760.
Gewählte Abgeordnete:
- Matthias Czech (SPD)
- André Trepoll (CDU)
- Gudrun Schittek (GRÜNE)

| Partei    | Landesliste Parteistimmen in Prozent | Wahlkreisliste in Prozent | Landesliste Parteistimmen | Landesliste Listenstimmen | Landesliste Persönlichkeitsstimmen | Wahlkreisliste |
| --------- | ------------------------------------ | ------------------------- | ------------------------- | ------------------------- | ---------------------------------- | -------------- |
| SPD       | 43,9                                 | 37,4                      | 62.024                    | 23.781                    | 36.753                             | 51.951         |
| CDU       | 13,7                                 | 20,4                      | 19.365                    | 10.273                    | 8.777                              | 28.352         |
| Grüne     | 16,3                                 | 19,4                      | 22.983                    | 13.112                    | 9.771                              | 26.877         |
| Die Linke | 6,6                                  | 8,5                       | 9.326                     | 5.351                     | 3.865                              | 11.785         |
| FDP       | 4,7                                  | 4,6                       | 6.562                     | 3.950                     | 2.537                              | 6.348          |
| AfD       | 9,0                                  | 9,7                       | 12.762                    | 8.191                     | 4.301                              | 13.447         |

Auf die Landeslisten der Parteien ohne eigene Wahlkreislisten entfielen 5,8 Prozent der abgegebenen gültigen Stimmen.

### Bürgerschaftswahl 2015
Zur Bürgerschaftswahl in Hamburg 2015 traten im Wahlkreis Süderelbe sechs Parteien mit eigenen Wahlkreislisten an. Insgesamt bewarben sich 28 Kandidaten um ein Mandat (Reihenfolge wie auf dem Stimmzettel).
- SPD (6 Kandidaten)
- CDU (6 Kandidaten)
- Die Linke (6 Kandidaten)
- Grüne (5 Kandidaten)
- FDP (5 Kandidaten)
- AfD (5 Kandidaten)

51.859 Personen waren wahlberechtigt. Jeder Wähler hatte fünf Stimmen für die Landesliste und fünf Stimmen für die Wahlkreislisten. Diese Stimmen konnten beliebig auf die Kandidaten und Gesamtlisten der Parteien verteilt werden. Die Wahlbeteiligung betrug 51,2 Prozent. 3,7 Prozent der abgegebenen Stimmzettel für die Landesliste und 3,5 Prozent der abgegebenen Stimmen für die Wahlkreislisten waren ungültig. Für die Landesliste wurden 126.110 gültige Stimmen abgegeben, für die Wahlkreislisten insgesamt 125.970.
Gewählte Abgeordnete:
- Brigitta Schulz (SPD)
- Matthias Czech (SPD)
- André Trepoll (CDU)

| Partei    | Landesliste Parteistimmen in Prozent | Wahlkreisliste in Prozent | Landesliste Parteistimmen | Landesliste Listenstimmen | Landesliste Persönlichkeitsstimmen | Wahlkreisliste |
| --------- | ------------------------------------ | ------------------------- | ------------------------- | ------------------------- | ---------------------------------- | -------------- |
| SPD       | 47,7                                 | 43,2                      | 60.150                    | 23.329                    | 36.821                             | 54.367         |
| CDU       | 18,7                                 | 24,1                      | 23.598                    | 12.255                    | 11.343                             | 30.382         |
| Die Linke | 6,6                                  | 7,0                       | 8.356                     | 4.753                     | 3.603                              | 8.772          |
| FDP       | 7,0                                  | 5,6                       | 8.859                     | 4.455                     | 4.404                              | 7.074          |
| Grüne     | 7,8                                  | 10,8                      | 9.899                     | 5.988                     | 3.911                              | 13.651         |
| AfD       | 8,7                                  | 9,3                       | 11.010                    | 7.527                     | 3.483                              | 11.724         |

Auf die Landeslisten der Parteien ohne eigene Wahlkreislisten entfielen 3,5 Prozent der abgegebenen gültigen Stimmen.

### Bürgerschaftswahl 2011
Zur Bürgerschaftswahl in Hamburg 2011 traten im Wahlkreis Süderelbe sechs Parteien mit eigenen Wahlkreislisten und insgesamt 31 Kandidaten an.
- CDU (6 Kandidaten)
- SPD (6 Kandidaten)
- GRÜNE/GAL (6 Kandidaten)
- Die Linke (6 Kandidaten)
- FDP (6 Kandidaten)
- NPD (1 Kandidat)

50.407 Personen waren wahlberechtigt. Die Wahlbeteiligung betrug 52,5 Prozent. 3,7 Prozent der abgegebenen Stimmzettel für die Landesliste sowie 5,1 Prozent der Stimmzettel für die Wahlkreislisten waren ungültig. Für die Landesliste wurden 126.190 gültige Stimmen abgegeben, für die Wahlkreislisten insgesamt 123.604.
Gewählte Abgeordnete:
- André Trepoll (CDU)
- Thomas Völsch (SPD)
- Matthias Czech (SPD)

Für Thomas Völsch, der nach seiner Wahl zum Bezirksamtsleiter sein Bürgerschaftsmandat niederlegte, rückte Brigitta Schulz nach.
| Partei    | Landesliste in Prozent | Wahlkreisliste Parteistimmen in Prozent | Landesliste Parteistimmen | Landesliste Listenstimmen | Landesliste Persönlichkeitsstimmen | Wahlkreisliste |
| --------- | ---------------------- | --------------------------------------- | ------------------------- | ------------------------- | ---------------------------------- | -------------- |
| CDU       | 26,9                   | 28,8                                    | 33.906                    | 16.102                    | 17.804                             | 35,561         |
| SPD       | 49,3                   | 48,1                                    | 62.171                    | 27.725                    | 34.446                             | 59.485         |
| GRÜNE/GAL | 6,8                    | 9,0                                     | 8.632                     | 4.639                     | 3.993                              | 11.094         |
| Die Linke | 5,2                    | 6,0                                     | 6.601                     | 3.994                     | 2.607                              | 7.434          |
| FDP       | 6,4                    | 6,2                                     | 8.043                     | 4.141                     | 3.902                              | 7.637          |
| NPD       | 1,5                    | 1,9                                     | 1.932                     | 1.254                     | 678                                | 2.393          |

Auf die Landeslisten der Parteien ohne eigene Wahlkreislisten entfielen 3,9 Prozent der abgegebenen gültigen Stimmen.

### Wahl der Bezirksversammlung 2011
Zur Wahl der Bezirksversammlung Harburg traten im Wahlkreis Süderelbe sechs Parteien mit eigenen Wahlkreislisten und insgesamt 86 Kandidaten an (Reihenfolge wie auf dem Stimmzettel).
- CDU (30 Kandidaten)
- SPD (30 Kandidaten)
- GRÜNE/GAL (12 Kandidaten)
- FDP (7 Kandidaten)
- Die Linke (5 Kandidaten)
- NPD (2 Kandidaten)

Zur Wahl der Bezirksversammlung waren auch Staatsangehörige der Mitgliedstaaten der Europäischen Union wahlberechtigt. Die Anzahl der Wahlberechtigten war mit 52.461 Personen deshalb größer als bei der Bürgerschaftswahl. Jeder Wähler hatte fünf Stimmen für die Landesliste und fünf Stimmen für die Wahlkreislisten. Diese fünf Stimmen konnten beliebig auf die Kandidaten und Gesamtlisten der Parteien verteilt werden. Die Wahlbeteiligung betrug 47,4 Prozent. 4,1 Prozent der abgegebenen Stimmzettel für die Bezirkslisten und 5,9 Prozent der abgegebenen Stimmzettel für die Wahlkreislisten waren ungültig. Insgesamt wurden 126.515 gültige Stimmen für die Bezirkslisten und 123.729 gültige Stimmen für die Wahlkreislisten abgegeben.
| Partei    | Bezirksliste Parteistimmen in Prozent | Wahlkreisliste in Prozent | Bezirksliste Parteistimmen | Bezirksliste Listenstimmen | Bezirksliste Persönlichkeitsstimmen | Wahlkreisliste |
| --------- | ------------------------------------- | ------------------------- | -------------------------- | -------------------------- | ----------------------------------- | -------------- |
| CDU       | 28,9                                  | 29,0                      | 36.535                     | 16.528                     | 20.007                              | 35.878         |
| SPD       | 47,2                                  | 48,3                      | 59.778                     | 34.092                     | 25.686                              | 59.817         |
| GRÜNE/GAL | 8,9                                   | 9,5                       | 11.226                     | 6.203                      | 5.023                               | 11,742         |
| FDP       | 5,5                                   | 5,6                       | 6.913                      | 3.408                      | 3.505                               | 6.905          |
| Die Linke | 5,5                                   | 5,6                       | 6.933                      | 4.145                      | 2.788                               | 6.982          |
| NPD       | 1,8                                   | 1,9                       | 2.304                      | 1.441                      | 863                                 | 2.405          |

Auf Parteien ohne Wahlkreisliste entfielen 2,2 Prozent der abgegebenen gültigen Stimmen.

### Bürgerschaftswahl 2008
Zur Bürgerschaftswahl in Hamburg 2008 traten im Wahlkreis Süderelbe sechs Parteien mit eigenen Wahlkreislisten und insgesamt 28 Kandidaten an.
- CDU (6 Kandidaten)
- SPD (5 Kandidaten)
- Grüne/GAL (4 Kandidaten)
- FDP (6 Kandidaten)
- Die Linke (4 Kandidaten)
- HeimatHamburg (3 Kandidaten)

50.418 Personen waren wahlberechtigt. Jeder Wähler hatte eine Stimme für die Landesliste und fünf Stimmen für die Wahlkreislisten. Diese fünf Stimmen konnten beliebig auf die Kandidaten und Gesamtlisten der Parteien verteilt werden. Die Wahlbeteiligung betrug bei der Landesliste und den Wahlkreislisten 58,2 %. 1,1 % der abgegebenen Stimmzettel für die Landesliste sowie 3,8 % der Stimmzettel für die Wahlkreislisten waren ungültig. Für die Landesliste wurden 29.022 gültige Stimmen abgegeben, für die Wahlkreislisten insgesamt 137.998.
Gewählte Abgeordnete:
- Lydia Fischer (CDU)
- Wolfgang Müller-Kallweit (CDU)
- Thomas Völsch (SPD)

| Partei        | Landesliste in Prozent | Wahlkreisliste Parteistimmen in Prozent | Landesliste | Wahlkreisliste Parteistimmen | Wahlkreisliste Listenstimmen | Wahlkreisliste Persönlichkeitsstimmen |
| ------------- | ---------------------- | --------------------------------------- | ----------- | ---------------------------- | ---------------------------- | ------------------------------------- |
| CDU           | 46,9                   | 43,7                                    | 13.615      | 60.268                       | 38.578                       | 21.690                                |
| SPD           | 33,6                   | 33,5                                    | 9.750       | 46.260                       | 25.505                       | 20.755                                |
| Grüne/GAL     | 6,8                    | 9,3                                     | 1.960       | 12.770                       | 6.713                        | 6.057                                 |
| FDP           | 4,4                    | 5,7                                     | 1.278       | 7.917                        | 3.945                        | 3.972                                 |
| Die Linke     | 5,7                    | 6,6                                     | 1.647       | 9.106                        | 5.391                        | 3.715                                 |
| HeimatHamburg | 0,6                    | 1,2                                     | 183         | 1.677                        | 1.089                        | 588                                   |

Auf die Landeslisten der Parteien ohne eigene Wahlkreislisten entfielen 2,1 % der abgegebenen gültigen Stimmen.

### Wahl der Bezirksversammlung 2008
Zur Wahl der Bezirksversammlung Harburg traten im Wahlkreis Süderelbe sechs Parteien mit eigenen Wahlkreislisten und insgesamt 50 Kandidaten an.
- CDU (13 Kandidaten)
- SPD (13 Kandidaten)
- Grüne/GAL (5 Kandidaten)
- FDP (11 Kandidaten)
- Die Linke (5 Kandidaten)
- HeimatHamburg (3 Kandidaten)

Zur Wahl der Bezirksversammlung waren auch Staatsangehörige der Mitgliedstaaten der Europäischen Union wahlberechtigt. Die Anzahl der Wahlberechtigten war mit 52.341 Personen deshalb größer als bei der Bürgerschaftswahl. Jeder Wähler hatte eine Stimme für die Landesliste und fünf Stimmen für die Wahlkreislisten. Diese fünf Stimmen konnten beliebig auf die Kandidaten und Gesamtlisten der Parteien verteilt werden. Die Wahlbeteiligung bei den Wahlkreislisten betrug 56,5 %. 4,3 % der abgegebenen Stimmzettel für die Wahlkreislisten waren ungültig. Insgesamt wurden 138.530 gültige Stimmen abgegeben.
| Partei        | Sitze | Wahlkreisliste Parteistimmen in Prozent | Wahlkreisliste Parteistimmen | Wahlkreisliste Listenstimmen | Wahlkreisliste Persönlichkeitsstimmen |
| ------------- | ----- | --------------------------------------- | ---------------------------- | ---------------------------- | ------------------------------------- |
| CDU           | 7     | 42,6                                    | 59.065                       | 39.004                       | 20.061                                |
| SPD           | 5     | 34,3                                    | 47.561                       | 25.277                       | 22.284                                |
| Grüne/GAL     | 1     | 9,6                                     | 13.246                       | 7.761                        | 5.485                                 |
| FDP           | 1     | 5,5                                     | 7.604                        | 3.618                        | 3.986                                 |
| Die Linke     | 1     | 6,7                                     | 9.254                        | 5.430                        | 3.824                                 |
| HeimatHamburg | 0     | 1,3                                     | 1.800                        | 1.161                        | 639                                   |

### Bürgerschaftswahlen 1966–2015
Die Bürgerschaftswahlen waren bis einschließlich 2004 reine Listenwahlen ohne Wahlkreise. Dargestellt werden deshalb im Zeitraum von 1966 bis 2004 (6.–18. Wahlperiode) die zusammengefassten Wahlergebnisse der Stadtteile im Wahlkreis einschließlich der östlichen Gebiete Eißendorfs und Heimfelds, die nicht Teil des Wahlkreises sind. Für die Jahre ab 2008 sind die Ergebnisses der Landesliste, das für die Mehrheitsverhältnisse in der Bürgerschaft entscheidend ist, angegeben. Es werden nur die Parteien aufgeführt, die im dargestellten Zeitraum in mindestens einem Stadtteil des Wahlkreises einmal mehr als fünf Prozent der abgegebenen gültigen Wählerstimmen auf sich vereinen konnten. In der Summe kann das Ergebnis einer Wahl deshalb kleiner 100 % sein. Alle Ergebnisse sind in Prozent angegeben.
| Partei             | 1966 | 1970 | 1974 | 1978 | 6/1982 | 12/1982 | 1986 | 1987 | 1991 | 1993 | 1997 | 2001 | 2004 | 2008 | 2011 | 2015 |
| ------------------ | ---- | ---- | ---- | ---- | ------ | ------- | ---- | ---- | ---- | ---- | ---- | ---- | ---- | ---- | ---- | ---- |
| SPD                | 59,9 | 56,2 | 47,6 | 55,4 | 45,8   | 54,8    | 45,8 | 49,3 | 51,2 | 44,0 | 37,2 | 34,8 | 30,7 | 33,6 | 49,3 | 47,7 |
| CDU                | 29,7 | 32,8 | 39,1 | 35,8 | 42,0   | 37,6    | 41,7 | 39,9 | 35,7 | 26,1 | 32,5 | 27,3 | 49,8 | 46,9 | 26,9 | 18,7 |
| AfD                |      |      |      |      |        |         |      |      |      |      |      |      |      |      |      | 8,7  |
| Grüne              |      |      |      |      | 6,3    | 4,8     | 7,2  | 4,4  | 4,2  | 9,5  | 10,1 | 5,3  | 7,9  | 6,8  | 6,8  | 7,8  |
| FDP                | 6,4  | 6,2  | 10,3 | 4,3  | 4,4    | 2,2     | 4,0  | 5,4  | 4,4  | 3,2  | 2,6  | 4,2  | 2,6  | 4,4  | 6,4  | 7,0  |
| Die Linke          |      |      |      |      |        |         |      |      |      |      |      |      |      | 5,7  | 5,2  | 6,6  |
| NPD                | 3,7  | 2,7  | 0,8  | 0,3  |        |         |      |      |      |      | 0,2  |      | 0,5  |      | 1,5  | 0,6  |
| DVU                |      |      |      |      |        |         |      |      |      | 2,8  | 6,3  | 1,0  |      | 1,0  |      |      |
| ProDM/Schill       |      |      |      |      |        |         |      |      |      |      |      | 0,1  | 4,8  |      |      |      |
| Schill/Offensive D |      |      |      |      |        |         |      |      |      |      |      | 26,1 | 1,0  |      |      |      |
| Statt              |      |      |      |      |        |         |      |      |      | 4,6  | 2,9  | 0,3  |      |      |      |      |
| REP                |      |      |      |      |        |         |      |      | 1,5  | 7,2  | 3,2  | 0,1  |      |      |      |      |

## Belege
Strukturdaten
- Statistisches Amt für Hamburg und Schleswig-Holstein (Hrsg.): Datentabelle: Strukturdaten der 17 Hamburger Wahlkreise zur Hamburgwahl am 20. Februar 2011. (statistik-nord.de [EXCEL; 39 kB]).
- Statistisches Amt für Hamburg und Schleswig-Holstein: Interaktive Karte: Strukturdaten in den Hamburger Stadtteilen. Abgerufen am 1. November 2014.
- Wahlkreis Süderelbe. In: Statistisches Amt für Hamburg und Schleswig-Holstein (Hrsg.): Wahl zur hamburgischen Bürgerschaft 2008, Strukturdaten der Wahlkreise. (statistik-nord.de [PDF; 68 kB]).

Wahlen
- Statistisches Amt für Hamburg und Schleswig-Holstein: Ergebnisse zur Bürgerschaftswahl 2020. Abgerufen am 22. Januar 2025.
- Statistisches Amt für Hamburg und Schleswig-Holstein: Ergebnisse zur Bürgerschaftswahl 2011. Abgerufen am 1. November 2014.
- Statistisches Amt für Hamburg und Schleswig-Holstein: Wahlergebnisse 2011. Abgerufen am 1. November 2014.
- Statistisches Amt für Hamburg und Schleswig-Holstein: Bürgerschaftswahl. In: Wahldatenbank seit 1965. Abgerufen am 1. Januar 2008.
- Wahlkreis 17 Süderelbe. Landeslisten-Stimmen im Vergleich zur Bürgerschaftswahl 2004. In: Statistisches Amt für Hamburg und Schleswig-Holstein (Hrsg.): Endgültiges Ergebnis der Bürgerschaftswahl Hamburg 2008. 6. März 2008 (statistik-nord.de [PDF; 5 kB]).
- Wahlkreis 17 Süderelbe. Parteistimmen. In: Statistisches Amt für Hamburg und Schleswig-Holstein (Hrsg.): Endgültiges Ergebnis der Bürgerschaftswahl Hamburg 2008. 6. März 2008 (statistik-nord.de [PDF; 9 kB]).
- Wahlkreis 17 Süderelbe. Parteistimmen. In: Statistisches Amt für Hamburg und Schleswig-Holstein (Hrsg.): Endgültiges Ergebnis der Bezirksversammlungswahl 2008. (statistik-nord.de [PDF; 39 kB]).
- Wahl zur Bürgerschaft und die Wahlen zu den Bezirksversammlungen am 24. Februar 2008. In: Justizbehörde der Freien und Hansestadt Hamburg (Hrsg.): Amtlicher Anzeiger. Teil II des Hamburgischen Gesetz- und Verordnungsblattes. Bekanntmachungen. Nr. 21, 14. März 2008, S. 662, 677 (fhh.hamburg.de [PDF; 200 kB]).
- Wahl zur Bürgerschaft und die Wahl zu den Bezirksversammlungen am 24. Februar 2008. In: Justizbehörde der Freien und Hansestadt Hamburg (Hrsg.): Amtlicher Anzeiger. Teil II des Hamburgischen Gesetz- und Verordnungsblattes. Bekanntmachungen. Nr. 22, 18. März 2008, S. 700–701 (fhh.hamburg.de [PDF; 296 kB]).